# Vârful Hârtopul Ursului, Munții Făgăraș
Hârtopul Ursului este un vârf montan din Munții Făgăraș, care are altitudinea de 2.461 m. Se găsește pe linia de creastă principală, în apropierea vârfului Viștea Mare, de care îl desparte Portița Viștei.